# Пеницилл обыкновенный
Пеници́лл (пеници́ллий) обыкнове́нный (лат. Penicíllium sólitum) — вид несовершенных грибов (телеоморфная стадия неизвестна), относящийся к роду Пеницилл (Penicillium).
Часто поражает плоды семечковых культур. Образует характерные обильно спороносящие тёмно-зелёные колонии.

## Описание
Колонии на агаре Чапека ограниченно растущие, бархатистые до зернистых, тёмно-зелёные или тёмно-синевато-зелёные от обильного спороношения, с прозрачным или коричневым экссудатом. Реверс грязно-жёлтый или жёлто-коричневый, в центре часто коричневый. На CYA колонии 1,5—3,5 см в диаметре не 7-е сутки, несколько радиально бороздчатые, по краям с узкой зоной белого мицелия. Спороношение обильное. Реверс колоний неокрашенный до жёлтого или коричневатого. Колонии на агаре с солодовым экстрактом бархатистые до зернистых, с зелёным спороношением, очень редко слабым или невыраженным. Реверс ярко-жёлтый до розовато-жёлтого. Запах сильный, напоминают гниющие плоды цитрусовых. При 37 °C рост отсутствует. На YES колонии на 7-е сутки 2,5-4 см в диаметре, с жёлто-оранжевым реверсом.
Конидиеносцы преимущественно трёхъярусные, обыкновенно шероховатые, 150—400 мкм длиной и 3,5—4,2 мкм толщиной, с прижатыми элементами. Метулы цилиндрические, 11—15 мкм длиной. Фиалиды фляговидные до цилиндрических или игловидных, с короткой, но заметной шейкой, 9—11 × 2,5—3 мкм. Конидии шаровидные, гладкостенные или едва шероховатые, 3,5—4,5 мкм в диаметре, в неправильных цепочках.

### Отличия от близких видов
Определяется по тёмно-зелёной или тёмно-сине-зелёной окраске колоний, а также по сероватому до коричневато-оранжевому реверсу на агаре с солодовым экстрактом. Penicillium cavernicola, Penicillium discolor и Penicillium echinulatum отличаются отчётливо шиповатыми конидиями. От Penicillium palitans отличается более тёмной окраской спороношения и более выраженным оранжевым реверсом на среде с дрожжевым экстрактом и сахарозой (YES).

## Экология и значение
Слабый довольно специфичный фитопатоген. Обыкновенно встречается на плодах яблони и груши, также выделяется с других пищевых продуктов.
Используется для синтеза компактина — противогрибкового и снижающего уровень холестерина вещества.

## Таксономия
Penicillium solitum Westling, Ark. Bot. 11 (1): 65 (1911).

### Синонимы
- Penicillium canditaneum Westling, 1911
- Penicillium casei var. compactum S.Abe, 1956
- Penicillium majusculum Westling, 1911
- Penicillium mali Gorlenko & Novobr., 1983, nom. inval.
- Penicillium melanochlorum (Samson et al.) Frisvad, 1985
- Penicillium paecilomyceforme Szilvinyi, 1941
- Penicillium verrucosum var. melanochlorum Samson et al., 1976